# Lâm phần

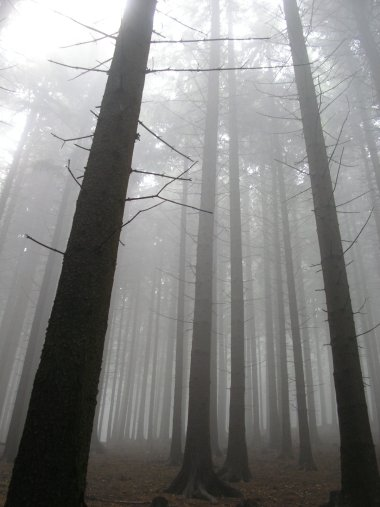
Lâm phần, đồng nhất kết cấu

Lâm phần (tiếng Anhː forest stand) là một khoảnh rừng mà đặc trưng kết cấu bên trong (kết cấu tầng gỗ bên trên, đặc tính của thực vật thân gỗ, cây bụi, thân thảo và rêu dưới tán rừng,...) đồng nhất và khác biệt rõ nét với các khoảnh rừng xung quanh.

## Phân loại
Theo mục đích kinh doanh, nghiên cứu khoa học, người ta phân loại lâm phần bằng các chỉ tiêu khác nhau, nhưng chủ yếu chỉ dựa vào các thông tin liên quan của loài cây rừng chủ đích tại lâm phần đó, thường là các loài cây gỗ lớn trong kinh doanh rừng.